# Скупштина православних епископа Француске
Скупштина православних епископа Француске (АЕОФ) окупља православне епископе Цариградске, Антиохијске, Руске, Српске, Румунске, Бугарске и Грузијске патријаршије, православних епархија на територији Француске.

## Историја
Због оствареног јединства православних у овој скупштини она себе назива и Православна црква у Француској. Православна црква у Француској је један од најбољих илустрација дијалектике јединства у различитости. Јединство Православне цркве у Француској је јединство и заједништво верника, без обзира на њихово чланство у епархијским црквама. Епархија у оквиру православља никада се не доживљава као израз униформности. Разноликост израза је без сумње велико богатство. То доводи до различитости заједница и парохија различитих традиција Православне цркве, сваки са сопственим искуствима, карактеристике и традицијом као извор богатства за све. Оливије Клеман је савршено илустровао то у својој књизи Ретроспектива православног присуства у Француској.
Стварање Сталне конференције православних епископа Француске 1967. године под председништвом митрополита Мелетија, у време егзарха васељенског патријарха, био је почетак овог процеса приближавања. Сарадња је потврђена, побољшана и проширена у 1997. године оснивањем Скупштине православних епископа Француске. Ово искуство представља значајан репер у погледу пан-православне сарадње, у сталном процесу организовања православне дијаспоре.
Осим билатералних односа који могу да одржавају и развијају православне епархије у Француској са хришћанским заједницама, као са другим религијама и са органима власти, Скупштина православних епископа Француске је сада у потпуности призната као званични орган за сарадњу и заступање канонских православних епископа у Француској.
Представник Скупштине православних епископа Француске је копредседавајући са представницима Конференције епископа Француске (Католичке цркве) и Протестантске федерације Француске (протестантска) у Савету хришћанских цркава у Француској (ЦЕЦЕФ). Они одржавају блиске и редовне односе, поверења и сарадње са разним органима Француске и са представницима других религија у Француској.